# Hemidesmozom
Hemidesmozomul este partea bazală a celulei epiteliale-membrana bazală. Domeniile extracelulare ale integrinei se leagă la proteina laminină (din membrana bazală), iar domeniile intracelulare se leagă la filamentele intermediare de keratină prin intermediul proteinei de ancorare plectin.